# El misterio de la Puerta del Sol
El misterio de la Puerta del Sol, de Francesc Elías Riquelme, és considerada com la primera pel·lícula espanyola sonora. La pel·lícula va ser produïda per l'empresari Feliciano Manuel Vitores natural de Belorado (Burgos) que havia comprat recentment els drets del primer sistema d'enregistrament cinematogràfic amb so.
La pel·lícula es va rodar en tot just mes i mig entre octubre i novembre de 1929. Els exteriors es van rodar, per descomptat, a la Puerta del Sol i a la Gran Via; mentre que els interiors van ser filmats en un hotel propietat del productor en Ciutat Lineal així com en els tallers dels periòdics El Heraldo de Madrid i El Liberal.
Va ser estrenada en el Coliseu Castilla de Burgos l'11 de gener de 1930. Malgrat els seus avanços tècnics va ser tot un fracàs des del punt de vista econòmic, per la qual cosa la seva importància és de tipus històric i documental.
L'any 1995 la Filmoteca Espanyola va fer pública l'adquisició d'una còpia de El misterio de la Puerta del Sol que s'havia passat dècades desapareguda però que havia romàs oculta en quatre llaunes metàl·liques a la casa dels hereus del productor de la pel·lícula Feliciano Manuel Vitores en Belorado (Burgos). Convenientment rehabilitada, es va presentar al Festival Internacional de Cinema de Sant Sebastià 1995.

## Sinopsi
Pompeu Pimpollo i Rodolfo Bambolino, dues linotipistas d' El Heraldo de Madrid, volen ser estrelles de cinema, per la qual cosa es presenten a una prova realitzada pel director nord-americà E. S. Carawa. Al no ser reconeguts com a famosos són rebutjats, per la qual cosa decideixen cridar l'atenció planificant un fals assassinat que es complica fins al punt que Rodolfo és condemnat a mort.